# Tradigenese
Tradigenese ist ein Begriff aus der Evolutionsbiologie.
Im Gegensatz zur Biogenese versteht man unter Tradigenese nicht die Entwicklung des Menschen durch die Weitergabe der Gene, sondern durch Weitergabe von „Wissen“. Die Herausbildung von Einstellungen und Verhaltensweisen ist also durch „Weitergabe“ mittels Sozialisation zu erklären.